# Гідроборацит

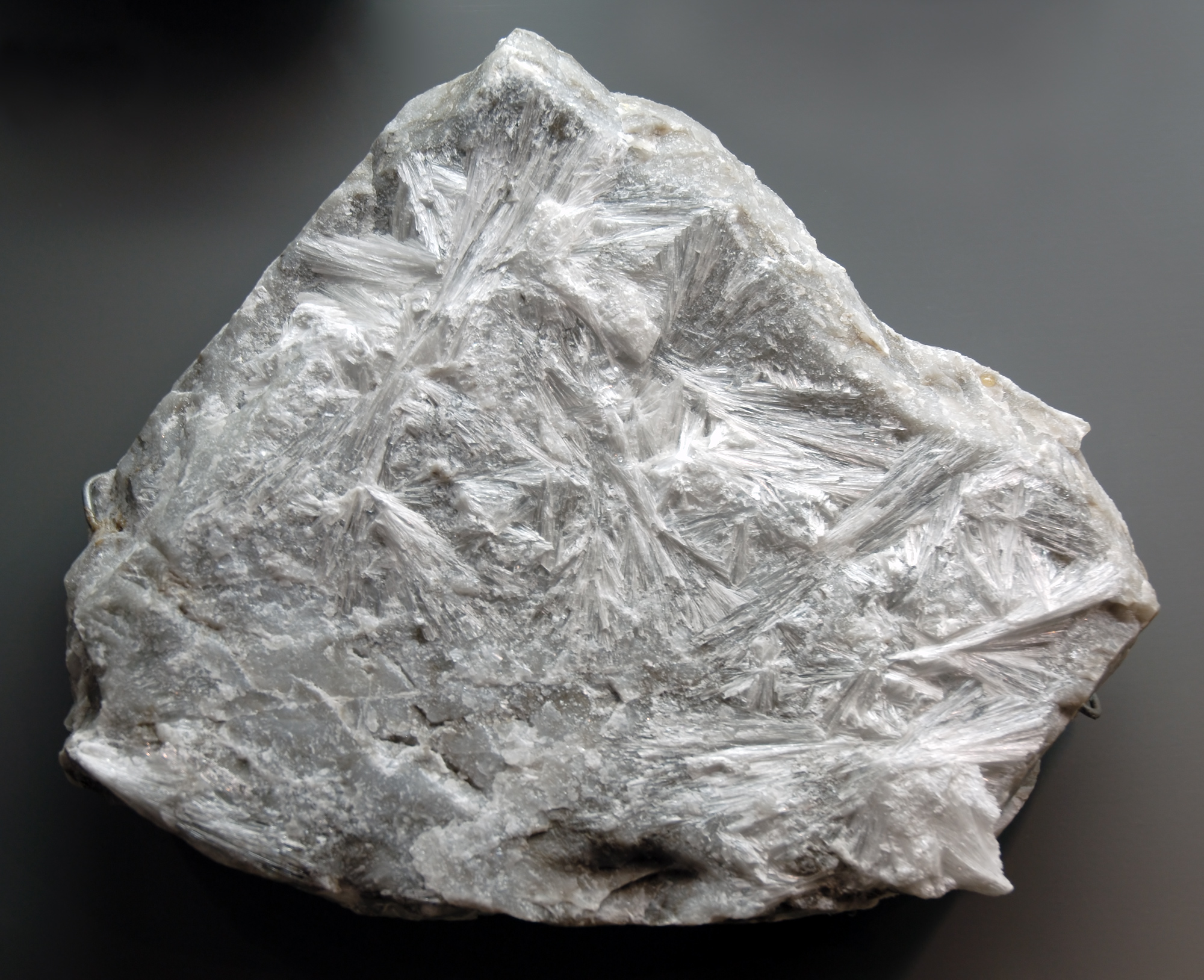
Гідроборацит

Гідроборацит (рос. гидроборацит; англ. hydroboracite; нім. Hydroborazit m) — мінерал, водний борат кальцію і магнію.
Названий за хімічний складом.

## Загальний опис
Хімічна формула: CaMg[B3O4(OH)3]2x3H2O або CaMgB6O11•6H2O. Містить (%): CaO — 13,57; MgO — 9,75; B2O3 — 50,53; H2O — 26,15. Сингонія моноклінна. Кристали видовжені і сплюснуті, пластинчасто-волокнисті, радіальні або стовпчасті. Утворює також щільні й тонкозернисті агрегати. Твердість 2-3. Густина 2,2. Безбарвний або білий, рідше рожевий, червоний, сірий. Блиск скляний.
Гідроборацит — поширений мінерал галогенно- і вулканогенно-осадових гірських порід. Важливий мінерал бору. Утворюється як хімічний озерний осад, а також унаслідок метасоматич-них процесів. Збагачується флотацією.